# لغة النمط
لغة النمط هي مجموعة منظمة ومتناسقة من الأنماط، يصف كل منها مشكلة ولب الحل الذي يمكن استخدامه بطرق عديدة في مجال معين من الخبرة الفنية.وقد صاغ هذا المصطلح المهندس المعماري كريستوفر الكسندر وشاع بواسطة كتابه لغة النمط عام 1977.
يمكن أيضًا أن تكون لغة النمط محاولة للتعبير عن الحكمة الأعمق لما يجلب الحياة في مجال معين من مجهود ومسعى الإنسان من خلال مجموعة من الأنماط المترابطة. يعتبرالحياة أو Aliveness مصطلح واحد نائب عن«الصفة التي لا اسم لها»: الإحساس بالكمال، الروح أو النعمة، فرغم اختلاف الشكل إلا أنها دقيقة ويمكن التحقق منها تجريبيًا. يزعم ألكسندر أن الناس العاديين يمكنهم استخدام هذا النهج التصميمي لحل مشاكل التصميم المعقدة والكبيرة للغاية بنجاح.

## ما هو النمط؟
عندما يصمم المصمم شيئًا - سواءًا منزل، برنامج حاسوب أو مصباح- عليهم أن يتخذوا العديد من القرارات بشأن كيفية حل المشاكل. يتم توثيق المشكلة الواحدة مع مكانها النموذجي (بناء الجملة) واستخدام (قواعد اللغة) مع أكثر الحلول الجيدة شيوعا واعترافا من منظور البرية، مثل الأمثلة التي تظهر في القواميس. كل إدخال من هذا القبيل هو نمط تصميم واحد. لكل نمط اسم، مدخل وصفي وبعض الإحالات المرجعية، تشبه إلى حد كبير إدخال القاموس.وينبغي للنمط الموثق تفسير سبب كون هذا الحل جيدًا في سياقات هذا النمط.
الأنماط الأساسية أو العالمية مثل «باب» أو «شراكة» هي نماذج متعددة التصميم، إما على النحو الوارد في التجربة أو لاستخدامها كمكونات في الممارسة العملية، وتوصف صراحة بأنها قرارات كلية للقوى في سياقات وظروف متكررة، سواء في الهندسة المعمارية أو الطب أو تطوير البرمجيات أو الإدارة، وما إلى ذلك. ويمكن اختراع الأنماط أو العثور عليها ودراستها، مثل أنماط التصميم التي تحدث بشكل طبيعي والتي تتميز بها البيئات البشرية.
مثل كل اللغات، لغة النمط لها مفردات، بناء جملة، وقواعد اللغة – ولكن لغة النمط تنطبق على بعض النشاط المعقد بخلاف الاتصال. في اللغات النمطية للتصميم، يتم تقسيم الأجزاء بهذه الطريقة:
- وصف اللغة - المفردات - هو مجموعة من الحلول المسماة والموصوفة للمشاكل في مجال الاهتمام وتسمى هذه بأنماط التصميم. فعلى سبيل المثال، تصف لغة العمارة أصنافًا مثل: المستوطنات، والمباني، والغرف، والنوافذ والمزالج، إلخ.
- يتضمن كل حل بناء جملة، وهو وصف يوضح المكان المناسب للحل في تصميم أكبر وأكثر شمولية أو أكثر تجريدية. وهذا يربط الحل تلقائيا في شبكة من الحلول الأخرى اللازمة. على سبيل المثال، تحتوي الغرف على طرق للحصول على الضوء وطرق لجذب الأشخاص إلى الداخل والخارج.
- يتضمن الحل القواعد التي تصف كيف يحل المحلول مشكلة أو ينتج فائدة. لذا، إذا كانت الفائدة غير مطلوبة، فلن يتم استخدام الحل. ربما يمكن ترك هذا الجزء من التصميم فارغًا لتوفير المال أو الموارد الأخرى؛ إذا كان الناس لا يحتاجون إلى الانتظار لدخول غرفة، يمكن للمدخل البسيط أن يحل محل غرفة الانتظار.
- في وصف اللغة، يتقاطع الفهرس النحوي والقواعد النحوية (غالبًا مع فهرس أبجدي حرفي لأسماء الأنماط) مع الحلول المسماة الأخرى، بحيث يمكن للمصمم التفكير بسرعة من حل واحد إلى الحلول المطلوبة ذات الصلة وتوثيقها بطريقة منطقية. في كتاب كريستوفر ألكسندر “لغة النمط” ، تكون الأنماط في ترتيب تنازلي حسب الحجم، مع فهرس أبجدي منفصل.
- توفر شبكة العلاقات في فهرس اللغة العديد من المسارات عبر عملية التصميم.

وهذا يبسّط أعمال التصميم لأن المصممين يمكنهم بدء العملية من أي جزء من المشكلة التي يفهمونها ويعملون باتجاه الأجزاء المجهولة. في الوقت نفسه، إذا كانت لغة النمط تعمل بشكل جيد للعديد من المشاريع، فهناك سبب للاعتقاد بأنه حتى المصمم الذي لا يفهم مشكلة التصميم تمامًا في البداية سيكمل عملية التصميم، وستكون النتيجة قابلة للاستخدام. على سبيل المثال، يجب على المتزلجين القادمين إلى الداخل إلقاء الثلج وتخزين المعدات. يجب أن تبقى منظفات الثلج والحذاء الفوضوي خارج المنزل. المعدات تحتاج إلى رعاية، لذا يجب أن تكون الرفوف بالداخل.

## العديد من الأنماط تشكل لغة
مثلما يجب أن تكون للكلمات علاقات نحوية ودلالية لبعضها البعض من أجل جعل اللغة المنطوقة مفيدة، يجب أن ترتبط أنماط التصميم ببعضها البعض في ترتيب الموضع والمنفعة لتشكيل لغة نمط. يصف عمل كريستوفر ألكسندر عملية تحلل، حيث يواجه المصمم مشكلة (ربما مهمة تجارية)، ويختار حلاً، ثم يكتشف مشاكل جديدة أصغر ناتجة عن الحل الأكبر. في نهاية المطاف كل مشاكل التصميم المتبقية صغيرة بما فيه الكفاية أو روتينية بما فيه الكفاية ليتم حلها عن طريق الارتجال من قبل بناة، ويتم “التصميم”.
يتم ترك الهيكل التنظيمي الفعلي (الهرمي، التكراري، إلخ) لتقدير المصمم، اعتماداً على المشكلة وهذا يتيح صراحة للمصمم استكشاف التصميم، بدءا من جزء صغير. عندما يحدث هذا، من الشائع أن يدرك المصمم أن المشكلة هي في الواقع جزء من حل أكبر. في هذه المرحلة، يصبح التصميم دائمًا تصميمًا أفضل. ولذلك، يتعين على كل نمط في اللغة أن يبين علاقاته بالأنماط الأخرى وباللغة ككل. وهذا يعطي المصمم الذي يستخدم اللغة قدرا كبيرا من التوجيه حول المشاكل ذات الصلة التي يجب حلها.
وأصعب جزء من وجود خبير خارجي يطبق لغة النمط هو في الواقع الحصول على قائمة كاملة وموثوقة بالمشاكل التي يتعين حلها. بطبيعة الحال، فإن الأشخاص الأكثر دراية بالمشاكل هم الأشخاص الذين يحتاجون إلى تصميم. لذلك، أيد ألكسندر بشكل بارز الارتجال في الموقع من قبل المستخدمين المعنيين والمتمكنين، كطريقة قوية لتشكيل حلول أولية واسعة النطاق قابلة للتطبيق، مما يزيد من فائدة التصميم، ويقلل من إعادة التصميم. في الواقع، كانت الرغبة في تمكين مستخدمي العمارة هي التي دفعت ألكساندر إلى تنفيذ مشروع اللغة النمطية للهندسة المعمارية في المقام الأول.

## مشاكل التصميم في السياق
ويتمثل أحد الجوانب المهمة لأنماط التصميم في تحديد وتوثيق الأفكار الرئيسية التي تجعل النظام الجيد مختلفاً عن النظام الضعيف (الذي قد يكون منزلاً أو برنامجاً حاسوبياً أو موضوعاً للاستخدام اليومي)، والمساعدة في تصميم الأنظمة المستقبلية. وينبغي أن تكون الفكرة المعرب عنها في نمط ما عامة بما يكفي لتطبيقها في نظم مختلفة جدا ضمن سياقها، ولكنها تظل محددة بما يكفي لإعطاء توجيهات بناءة.
ويسمى نطاق الحالات التي تنطبق فيها المشاكل والحلول التي تعالج في نمط ما سياقها. ويتمثل جزء هام من كل نمط في وصف هذا السياق. ويمكن أن توضح الأمثلة بشكل أكبر كيفية تطبيق النمط على حالة مختلفة جدًا.
على سبيل المثال، يتعامل نمط ألكسندر «A PLACE TO WAIT، مكان للانتظار» مع مواقف الحافلات بنفس طريقة غرف الانتظار في الجراحة، في حين لا يزال يقترح حلولاً مفيدة وبناءة.يقترح كتاب أنماط التصميم "Gang-of-Four" لجاما ايت آل "Gamma et al" حلولًا مستقلة عن لغة البرمجة، ومجال تطبيق البرنامج.
ومع ذلك، يمكن أن تختلف المشاكل والحلول الموصوفة بنمط ما من حيث مستوى التجريد والعمومية من جانب، والخصوصية من جانب آخر. ويتوقف ذلك في النهاية على تفضيلات المؤلف. ومع ذلك، فحتى النمط التجريدي جدا سيتضمن عادة أمثلة ملموسة ومحددة تماما بطبيعتها.
يمكن أن تختلف الأنماط أيضًا في مدى ثبوت نجاحها في العالم الحقيقي. يعطي ألكساندر كل نمط تقييمًا بمقدار صفر أو نجمة أو نجمين، مما يشير إلى مدى نجاحه في أمثلة واقعية. يزعم عموما أن جميع الأنماط تحتاج على الأقل إلى بعض الأمثلة الموجودة في العالم الحقيقي. ومع ذلك، فمن المتصور أن يتم توثيق الأفكار التي لم يتم تنفيذها بعد في شكل يشبه النمط.
وتختلف الأنماط في كتاب الإسكندر أيضا في مستوى حجمها، حيث يصف بعضها كيفية بناء بلدة أو حي، ويتعامل البعض الآخر مع المباني الفردية والغرف الداخلية.  يرى ألكسندر القطع الأثرية منخفضة النطاق كعناصر بناءة للعالم الواسع النطاق، لذا يمكن ربطها بشبكة هرمية.

### موازنة القوى
ويجب أن يميز النمط المشاكل المعني بحلها، والسياق أو الحالة التي تنشأ فيها هذه المشاكل، والظروف التي يمكن في ظلها التوصية بالحلول المقترحة.
وعادة ما تنشأ هذه المشاكل من تضارب بين المصالح المختلفة أو “القوى”. يظهر النمط كحوار سيساعد بعد ذلك على موازنة القوى واتخاذ قرار في نهاية المطاف.
على سبيل المثال، يمكن أن يكون هناك نمط يقترح الهاتف اللاسلكي. وسوف تكون القوى هي الحاجة إلى التواصل، والحاجة إلى إنجاز أشياء أخرى في نفس الوقت (الطبخ، وتفقد رف الكتب). سيكون النمط المحدد جدا فقط «الهاتف اللاسلكيWIRELESS TELEPHONE». إن الأنماط الأكثر عمومية قد تكون «الجهاز اللاسلكيWIRELESS DEVICE» أو «النشاط الثانويSECONDARY ACTIVITY»، الأمر الذي يشير إلى أن أي نشاط ثانوي (مثل الحديث على الهاتف، أو تفتيش جيوب بنطالك الجينز) لا ينبغي أن يتداخل مع أنشطة أخرى.
بالرغم من أنه غير محدد في سياقه، فإن القوى في نمط “النشاط الثانوي” تشبه إلى حد كبير تلك الموجودة في “WIRELESS TELEPHONE”. وبالتالي، يمكن النظر إلى القوى المتنافسة كجزء من جوهر مفهوم التصميم المعبر عنه في نمط معين.

### الأنماط تحتوي على المبررات الخاصة بها
عادة ما يحتوي النمط على أساس منطقي يشير إلى بعض القيم المعينة. بالنسبة لكريستوفر الكسندر، من المهم جدا التفكير في الناس الذين سيتصلون مع قطعة الهندسة المعمارية. فواحدة من قيمه الرئيسية هي جعل هؤلاء الناس يشعرون بأنهم أكثر حيوية. وهو يتحدث عن “الجودة بدون اسم” (QWAN).
وبوجه أعم، يمكننا أن نقول إنه ينبغي قبول نظام جيد، والترحيب به واحتضانه بسعادة باعتباره إثراء للحياة اليومية من جانب أولئك المعنيون باستخدامه، أو - بل والأفضل من ذلك - من جانب جميع الناس الذين يؤثر عليهم. على سبيل المثال، عند مناقشة مقهى الشارع، يناقش ألكسندر الرغبات المحتملة للضيف، ولكنه يذكر أيضًا الناس الذين يمشون.
يمكن تطبيق نفس التفكير على الأجهزة التقنية مثل الهواتف والسيارات، إلى الهياكل الاجتماعية مثل فريق العمل في مشروع، أو إلى واجهة المستخدم لبرنامج كمبيوتر. على سبيل المثال، يمكن تصنيف خصائص نظام برمجيات من خلال ملاحظة ما إذا كان المستخدمون يقضون وقتهم في الاستمتاع بالنظام أو مكافحته.
من خلال التركيز على التأثيرات على حياة الإنسان، يمكننا تحديد أنماط مستقلة عن تغيير التكنولوجيا، وبالتالي العثور على “الجودة الخالدة” (ألكسندر).

## روابط خارجية

### عن الأنماط بشكل عام
- A Pattern Language for Pattern Writing by Gerard Meszaros and Jim Doble
- Use of patterns for scenario development for large scale aerospace projects
- Lean Startup Business Model Pattern
- What Is a Quality Use Case? from the book Patterns for Effective Use Cases